# Thrasyopsis repanda
Thrasyopsis repanda är en gräsart som först beskrevs av Christian Gottfried Daniel Nees von Esenbeck, och fick sitt nu gällande namn av Parodi. Thrasyopsis repanda ingår i släktet Thrasyopsis och familjen gräs. Inga underarter finns listade i Catalogue of Life.